# 泰尼耶尔叙翁
泰尼耶尔叙翁（法語：Taisnières-sur-Hon，法語發音：[tɛnjɛʁ syʁ ɔ̃]，意为“翁村上方的泰尼耶尔”）是法国上法蘭西大區北部省的一个市镇，属于埃尔普河畔阿韦讷区。

## 地名
与通常在法语地名中表示“在……河畔”之意的“sur”不同，该地名Taisnières-sur-Hon中的“sur”意为“在……上方”，表示名为泰尼耶尔（Taisnières）的该地与翁村（Hon）的位置关系，并以“翁村上方的泰尼耶尔”之名区分其他的“泰尼耶尔”，且事实上在该地附近也并无“翁河”存在。

## 地理
泰尼耶尔叙翁（50°19'8"N, 3°50'9"E）面积16.22 平方千米，位于法国上法蘭西大區北部省，该省份为法国最北部的省份及最长的省份，西北濒北海，西接加来海峡省，南至埃纳省和索姆省，东与比利时接壤。
与泰尼耶尔叙翁接壤的市镇（或旧市镇、城区）包括：翁-埃尔日、巴韦、乌丹莱巴韦、拉隆格维尔、弗拉默里、凯维。
泰尼耶尔叙翁的时区为UTC+01:00、UTC+02:00（夏令时）。

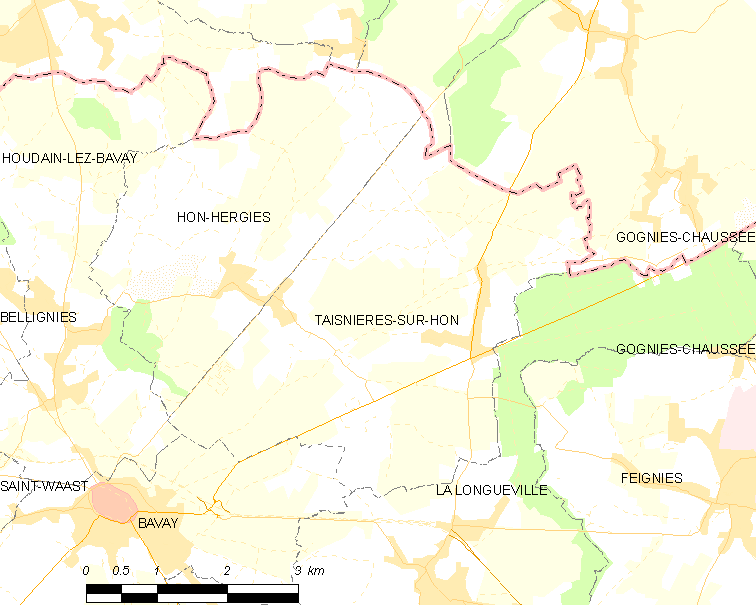
泰尼耶尔叙翁的OSM定位图

## 行政
泰尼耶尔叙翁的邮政编码为59570，INSEE市镇编码为59584。

## 政治
泰尼耶尔叙翁所属的省级选区为欧努瓦-艾姆里县。

## 人口

1962-2008年间泰尼耶尔叙翁人口变化图示

泰尼耶尔叙翁于2022年1月1日时的人口数量为960人。